# 国際学院埼玉短期大学
国際学院埼玉短期大学（こくさいがくいんさいたまたんきだいがく、英語: Kokusai Gakuin Saitama Junior College）は、埼玉県さいたま市大宮区吉敷町2-5に本部を置く日本の私立短期大学。1963年創立、1983年短期大学設置。

## 概観

### 大学全体
- 埼玉県さいたま市大宮区に所在する日本の私立短期大学で、設置主体は学校法人国際学院[1]。
- 1983年に開学し、現在は2学科[注 1]と専攻科4専攻を設置している。

### 建学の精神（校訓・理念・学是）
- 「人づくり教育」を建学の精神に、マナー・主体性・協調性・責任感など社会で基本となる人間性を備えた人材を育成する。

### 教育および研究
- 健康栄養学科と幼児保育学科に加え、2010年から調理師専攻科を設置する。

### 学風および特色
- 男女共学で女子学生の比率が高く、クラス制を採る。2010年より2024年度現在で、首都圏で唯一の調理師養成短期大学である。2005年に、財団法人短期大学基準協会の第三者評価で「適格」認定を受ける。

## 沿革
- 1963年
  - 9月 国際学院創立。公認大宮国際料理学院を開校する。
- 1966年
  - 4月 公認富士服装学院が開校する（和裁科、洋裁科、編物科）。
- 1968年
  - 10月 国際クッキングスクールを開校する。
- 1969年
  - 5月 大宮国際料理学院を大宮市に移転し、国際栄養学院に改称する。
- 1970年
  - 4月 国際栄養学院に調理師養成課程を設置。
- 1971年
  - 12月 学校法人国際学院の設立が認可される。
- 1973年
  - 4月 大宮保育専門学校を設置する（幼稚園教員養成科）。
- 1974年
  - 4月 大宮保育専門学校に夜間部・保母養成科を設置。
- 1975年
  - 4月 大宮保育専門学校に昼間部・幼稚園教員・保母養成科を設置。
- 1976年
  - 3月 国際栄養学院を専修学校に移行し、国際調理師専門学校と改称。公認富士服装学院を閉校する。
- 1977年
  - 4月 国際栄養士専門学校を設置する。
- 1983年
  - 1月17日 左記を以て文部省[注 2]より短期大学の設置が認可される[2]。
  - 4月1日 国際学院埼玉短期大学が以下の学科体制にて開学[注 3]。
    - 食物栄養科 入学定員80名[注釈 1]
    - 幼児教育科 入学定員150名[注釈 1]

  - 5月1日 学生数[7]/定員
    - 食物栄養科 93[注釈 2]/80
    - 幼児教育科 176[注釈 2]/150
- 1985年
  - 5月1日 学生数[8]/定員
    - 食物栄養科 190[注釈 3]/160
    - 幼児教育科 358[注釈 4]/300
- 1986年
  - 5月1日 学生数[9]/定員
    - 食物栄養科 195[注釈 3]/160
    - 幼児教育科 381[注釈 4]/300
- 1987年
  - 5月1日 学生数[10]/定員
    - 食物栄養科 191[注釈 3]/160
    - 幼児教育科 397[注釈 5]/300
- 1992年
  - 4月1日 食物栄養科の入学定員を80→160に増員[注 4]。
  - 5月1日 学生数[注 5]/定員
    - 食物栄養科 259[注釈 5]/240
    - 幼児教育科 422[注釈 4]/300
- 1993年
  - 5月1日 学生数[17]/定員
    - 食物栄養科 344[注釈 2]/320
    - 幼児教育科 433[注釈 5]/300
- 1995年
  - 4月1日 専攻科の設置が認められ、以下の課程を設ける[18]
    - 食物栄養専攻 入学定員20名[注釈 6]
- 1996年
  - 4月1日 専攻科に以下の課程を増設する[20]。
    - 幼児教育専攻 入学定員20名[注釈 6]
- 1999年
  - 5月1日 学生数[21]/定員
    - 食物栄養科 355[注釈 4]/320
    - 幼児教育科 448[注 6]/300
- 2000年
  - 4月1日 食物栄養科の入学定員を160→158に減員[注 7]。
- 2001年
  - 4月1日 食物栄養科の入学定員を158→156に減員[注 8]。
- 2002年
  - 4月1日 食物栄養科の入学定員を156→154に減員[注 9]。
- 2003年
  - 4月1日 食物栄養科の入学定員を154→152に減員[注 10]。
- 2004年
  - 4月1日
    - 以下、学科の名称変更あり[注 11]。
      - 幼児教育科→幼児保育学科 [注 12]
      - 食物栄養科→健康栄養学科 [注 13]

    - 専攻科の各名称に以下の通り改称あり[注 14]。	
      - 食物栄養専攻→健康栄養専攻
      - 幼児教育専攻→幼児保育専攻

  - 7月 短期大学の『短期大学における自立創造力育成プログラム』（五峯祭）が文部科学省の『特色ある大学教育支援プログラム』に選定される
- 2007年
  - 8月 短期大学の『卒業研究による短期大学専門教養教育の展開』が文部科学省の『特色ある大学教育支援プログラム』に選定される。
- 2008年
  - 4月1日 健康栄養学科の入学定員を150→100に減員[注 15]。
  - 10月 短期大学の『チュートリアル教育による教養教育の充実』が文部科学省の『質の高い大学教育推進プログラム』に選定される。
- 2009年
  - 8月 短期大学の『総合理解力の向上を図る就職支援プログラム』が文部科学省の『学生支援推進プログラム』に選定される。
- 2010年
  - 4月1日
    - 以下、入学定員に変更あり[注 16]。
      - 幼児保育学科 200→180
      - 健康栄養学科 100→120に増員かつ、以下の通り専攻分離する。
        - 栄養士専攻  入学定員80名
        - 調理師専攻  入学定員40名

    - 専攻科に以下の課程を増設する[注 17]。
      - 高度調理師専攻 入学定員40名

    - 別科の設置が認められ、以下の課程を設ける[注 18]。
      - 調理師別科 入学定員40名
- 2011年
  - 4月1日 専攻科に以下の課程を増設する[注 19]。
    - キャリア開発専攻 入学定員20名
- 2012年〜2021年度
  - 4月1日 専攻科の各専攻に減員あり★。
    - 健康栄養専攻 20→10
    - 幼児保育専攻 20→10
- 2015年
  - 4月1日 健康栄養学科の各専攻を以下の通り改称する[注 20]。
    - 栄養士専攻→食物栄養専攻
    - 調理師専攻→調理製菓専攻
- 2018年
  - 12月 国際学院が国連グローバル・コンパクト（UNGC）に署名、グローバル・コンパクト・ネットワーク・ジャパン（GCNJ）に加入。
- 2020年
  - 4月1日 幼児保育学科の入学定員を180→150に減員[注 21]。

## 基礎データ

### 所在地
- 埼玉県さいたま市大宮区吉敷町2-5

### 交通アクセス
- JR大宮駅下車。

### 象徴
- ホームページほか右記資料も参照のこと[2]。

## 教育および研究

### 組織

#### 学科
- 幼児保育学科 入学定員150名[1]
- 健康栄養学科
  - 食物栄養専攻 入学定員80名[1]
  - 調理製菓専攻 入学定員40名[1]

#### 専攻科
- 短期大学卒業後、専門分野をさらに深く学びたい学生のための科。2年制課程を専攻して単位を取得できた際には4年制大学と同等の学位を取得出来て大学院への進学も可能となる。

##### 2年制課程
- 健康栄養専攻 入学定員10名[1]
  - 栄養士が管理栄養士取得を目指す。
- 幼児保育専攻 入学定員10名[1]
  - より高度な保育を学ぶ。

##### 1年制課程
- 高度調理師専攻 入学定員40名[1]
  - 調理師免許の取得を目指す。
- キャリア開発専攻 入学定員20名[1]

#### 別科
- 調理師別科 入学定員40名[1]
  - 1年制課程

## 取得可能な資格
- 幼児保育学科：保育士、幼稚園教諭二種免免許状
- 健康栄養学科食物栄養専攻：栄養士、栄養教諭二種免許[注 22]
- 健康栄養学科調理製菓専攻：調理師、栄養教諭二種免許、調理師養成施設教員助手

- 専攻科健康栄養専攻：管理栄養士受験要件の実務経験2年が免除され、専攻科修了後は実務経験1年に軽減される。独立行政法人大学評価・学位授与機構の審査を経て、学士（栄養学）が授与される。
- 専攻科幼児保育専攻：独立行政法人大学評価・学位授与機構の審査を経て、学士（教育学）が授与される。

- 調理師別科：調理師

## 教育
- 特色ある大学教育支援プログラム
  - 2004年に｢自立創造力育成プログラム」が採択される。
  - 2007年に「卒業研究による短期大学専門教養教育の展開」が採択される。
  - 2008年に「チュートリアル教育による教養教育の充実」が採択される。
- 学生支援推進プログラム
  - 2009年に「総合理解力の向上を図る就職支援プログラム」に採択される。

### 研究
- 『国際学院埼玉短期大学研究紀要』[50]

## 学生生活

### 部活動・クラブ活動・サークル活動
- 体育系：R.S.E.（リズム．スポーツ．エンジョイ）ほか。
- 文化系：音楽部、コーラス部、手話クラブ、調理学研究部ほか。

### 学園祭
- 「五峯祭（いつみねさい）」を毎年11月に催す。

## 大学関係者と組織

### 大学関係者

#### 教職員
- 大野誠：初代学長
- 鹿毛継雄：元教授
- 小寺明 (化学者):元客員教授
- 杉浦宏 (水族館員)：元教授
- 白石潔：元講師
- 白羽祐三：元客員教授
- 船越隆司：元客員教授

#### 出身者
- 菊地由美：女優

## 施設

### キャンパス
- 短期大学本館
- 2号館（図書館）
- 3号館（1F学生食堂・2Fコンピュータールーム）

## 対外関係

### 他大学との協定

#### 日本
- 放送大学[51]

#### カナダ
- バンクーバーアイランド大学

#### オーストラリア
- マコーリー大学、シドニー大学

### 併設校
- 国際学院中学校・高等学校
- あおぞら保育園：関連する社会福祉法人誠信会が設置する子育て支援センター。

## 進路

### 編入学・進学
- 幼児保育学科：聖学院大学など
- 健康栄養学科：女子栄養大学・東京家政大学・日本大学など
- 健康栄養専攻：女子栄養大学大学院など。